# Otto – Der Katastrofenfilm
Pour plus de détails, voir Fiche technique et Distribution.
Otto – Der Katastrofenfilm (en français, "Otto - le film catastrophe") est un film allemand d'Edzard Onneken et Otto Waalkes, sorti en 2000.

## Synopsis
Otto s'assied sur un banc dans Central Park à New York et raconte l'histoire de sa vie à des touristes curieux :

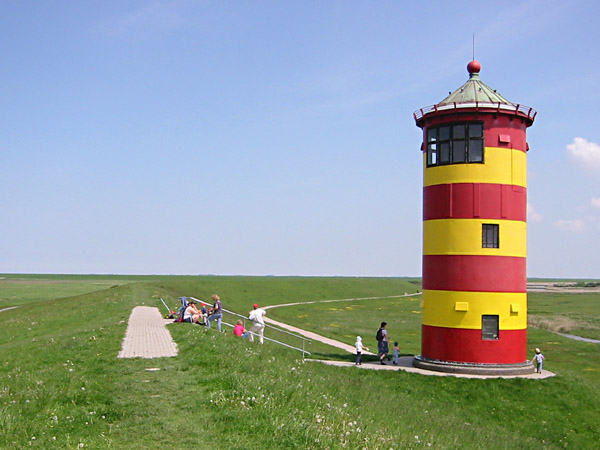
Le phare de Pilsum

Otto est le fils de vagabonds et né dans une grange. Ses parents le mettent dans un panier en osier et le poussent dans les eaux des canaux de la Frise orientale et des fossés de drainage. Un vieux pêcheur le trouve et l'emmène à son domicile, une cabane pittoresque près du phare de Pilsum.
Le vieil homme élève Otto avec des façons bien douteuses. Il explique à son "petit-fils" qu'il était un célèbre marin et commandait le grand paquebot Queen Henry.
Devenu adulte, Otto mène une vie tranquille. Il distribue le lait, est guide à Greetsiel et joue de la musique avec les habitants. Un jour, le "grand-père" est mal au point et avoue sur son lit de mort qu'il n'a jamais été un vrai capitaine. Après son enterrement, Otto prend le train vers "Hambourch".
Là-bas, il passe le test pour être marin sur le Queen Henry, qui se trouve sur les quais du port et va partir pour New York. Il est recalé et doit trouver une autre solution : il se déguise en femme et se fait passer comme un membre du groupe, les "Old Speis Görls".
Dans le même temps, le navire, qui appartient à l'armateur japonais Manimaka San, est retenu par son assureur allemand ainsi que sa "précieuse cargaison". Les Japonais ont l'intention de couler le navire avec une bombe afin de toucher l'assurance. Dans ce but, ils envoient un homme de gage à bord. Suspicieux, le patron allemand demande à l'agent Sonja de monter à bord pour empêcher une éventuelle attaque. Interpol recherche de même le poseur de bombe et suspecte Otto. Deux de ses agents montent.
Durant le voyage, Otto se fait passer, entre autres, pour un pasteur ou un cuisinier. Il sauve Max le pingouin d'une mort dans la soupière et est de plus en plus proche de Sonja.
Mais Otto est arrêté comme passager clandestin et se retrouve enchaîné à fond de cale, à côté d'un cercueil prévue pour une immersion. Durant la nuit, le terroriste descend et cache la bombe dans le cercueil. Mais Otto parvient à se libérer et à jeter par-dessus bord la bombe qui tombe dans le canot de sauvetage dans lequel le terroriste a pris la fuite et explose.
L'équipage, prévenu d'un risque d'attentat par Manimaka San, décide de faire évacuer le navire et de le laisser à la dérive. Otto se retrouve seul à la timonerie et se dirige au hasard vers New York. Il réalise le rêve de son grand-père et atteint le port. Mais il va trop vite et la barre est coincée. Le Queen Henry percute Liberty Island, créant la panique et heurte la statue de la Liberté, laquelle est renversée et se brise.
À la fin, Otto et Sonja se retrouvent. Elle met fin à ses activités pour se donner un vie commune.

## Fiche technique
- Titre : Otto – Der Katastrofenfilm
- Réalisation : Edzard Onneken et Otto Waalkes
- Scénario : Michel Bergmann (de), Bernd Eilert, Otto Waalkes
- Musique : Darius Zahir
- Direction artistique : Rolf Zehetbauer
- Costumes : Anne Hoffmann
- Photographie : Hagen Bogdanski
- Son : Markus Böhm
- Montage : Sabine Brose
- Production : Horst Wendlandt
- Sociétés de production : Rialto Film
- Société de distribution : Tobis StudioCanal
- Pays d'origine :  Allemagne
- Langue : allemand
- Format : Couleurs - 2,35:1 - Dolby Digital - 35 mm
- Genre : Comédie
- Durée : 92 minutes
- Dates de sortie :
  - Allemagne : 23 mars 2000.
  - Suisse : 30 mars 2000.

## Distribution
- Otto Waalkes: Otto, Baby-Otto, Otti, Grand-père
- Eva Hassmann (de): Sonja
- Reiner Schöne: Le capitaine Lackner
- Michael Schweighöfer (de): Kern
- Wotan Wilke Möhring: Brock
- Steffen Münster (de): Kruse
- Alexander Hörbe (de): Becker
- Tilly Lauenstein: La vieille dame avec le chien
- Felix Bresser (de): Le terroriste
- Wilfried Hochholdinger: Le chef
- Josef Ostendorf (de): Le père
- Antje von der Ahe (de): Yvonne
- Boris Aljinovic (de): L'obstétricien
- Ben Becker: Le vendeur de valise
- Horst Tomayer: L'aumônier

## Source de traduction
- (de) Cet article est partiellement ou en totalité issu de l’article de Wikipédia en allemand intitulé « Otto – Der Katastrofenfilm » (voir la liste des auteurs).